# Pyramica talpa
Pyramica talpa är en myrart som först beskrevs av Weber 1934.  Pyramica talpa ingår i släktet Pyramica och familjen myror. Inga underarter finns listade i Catalogue of Life.

## Bildgalleri